# Лилестрьом СК
Лилестрьом Спортсклуб (на норвежки: Lillestrøm Sportsklubb) е норвежки футболен клуб, базиран в едноименния град Лилестрьом. Играе мачовете си на стадион Оросен.

## Успехи
- Типелиген
  -  Шампион (5): 1959, 1976, 1977, 1986, 1989
  -  Второ място (8): 1959/60, 1978, 1983, 1985, 1988, 1994, 1996, 2001
  -  Трето място (3): 1980, 1982, 1993
- Купа на Норвегия:
  -  Носител (6): 1977, 1978, 1981, 1985, 2007, 2017
  -  Финалист (8): 1953, 1955, 1958, 1980, 1986, 1992, 2005, 2023
- Суперкупа на Норвегия:
  -  Финалист (1): 2018

## Международни
- Кралска лига:
  -  Финалист (1): 2005/06
- Интертото:
  -  Финалист (1): 2006

## Европейски турнири
Участвал в турнирите за Шапмионската лига и купата на УЕФА през периода 1998 – 2009 г.

## Български футболисти
- Ивайло Киров: 1991 - (16 мача - 1 гол)